# Fredsgatan 12

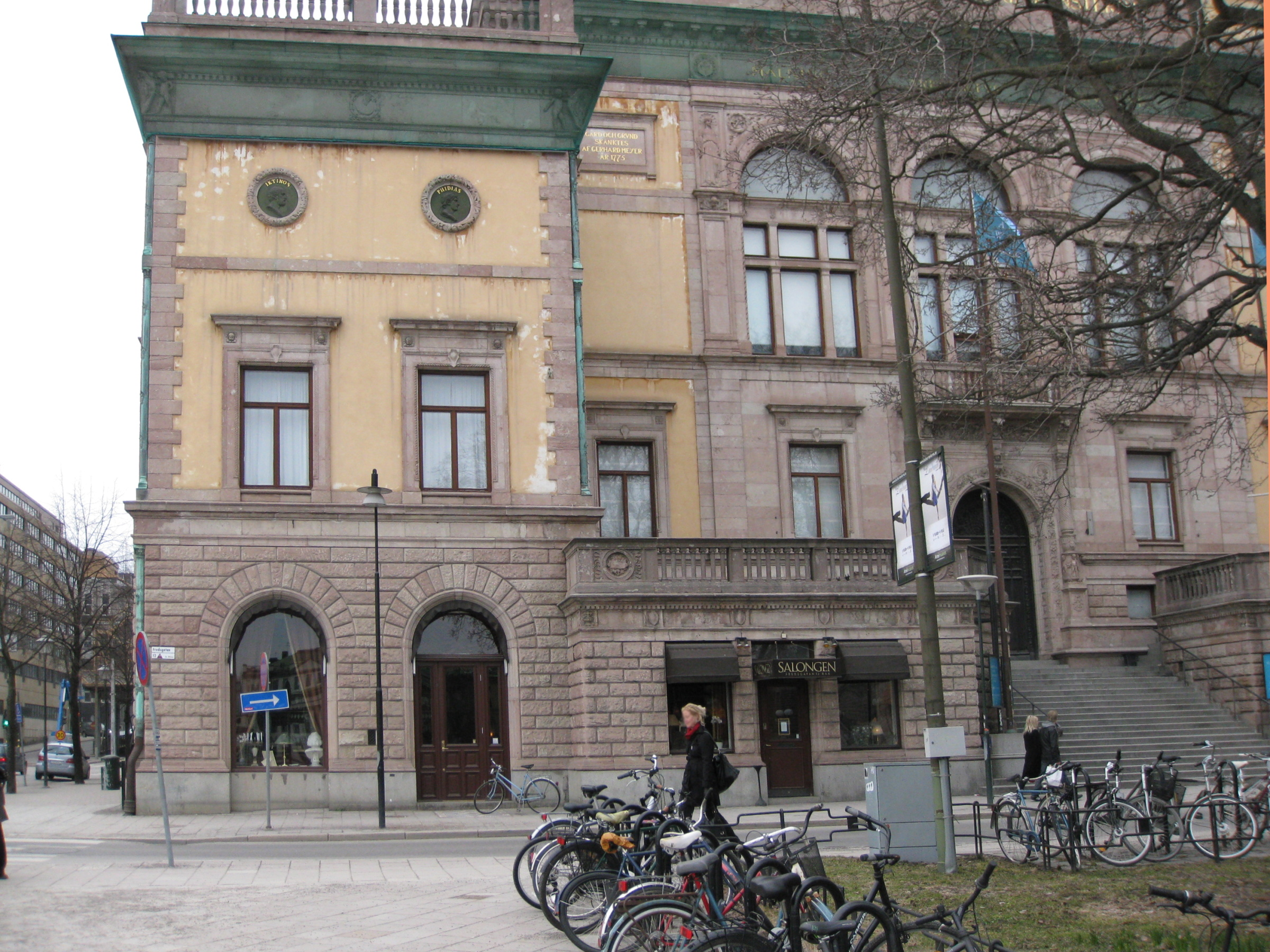
Fredsgatan 12

Fredsgatan 12 (även F12) är en restaurang och nattklubb i Stockholms city beläget i Konstakademiens hus på Fredsgatan 12. Under sommarhalvåret används palatsets terrasser som nattklubb sju dagar i veckan.
Restaurangen startades 1994 av Melker Andersson, Mathias Dahlgren och Laurent Tassel, och ägs idag av Mister French Gruppen.

## Utmärkelser
- En stjärna i Guide Michelin 1997-2014
- Årets krog i tidningen Gourmet 1995
- American Express servicepris 1996
- 2003 blev krögarna invalda i Traditions & Qualité - Les Grandes Tables du Monde.
- Vinnare av Gulddraken 2002.